# General Tom Thumb
Charles Sherwood Stratton (4. januar 1838 - 15. juli 1883) var en amerikansk dværg. Han optrådte på Barnum's American Museum i New York City som General Tom Thumb. I 1863 giftede han sig med dværgen Lavinia Warren. De havde ingen børn. De blev berømte med deres optrædener i cirkus. Stratton døde i sit hjem i Connecticut i 1883.